# Goniagnathus pectinatus
Goniagnathus pectinatus är en insektsart som beskrevs av Fletcher. Goniagnathus pectinatus ingår i släktet Goniagnathus och familjen dvärgstritar. Inga underarter finns listade i Catalogue of Life.